# جي. كول
جي. كول (1790 بإنجلترا في المملكة المتحدة - ) (بالإنجليزية: G. Cole)‏ هو لاعب كريكت بريطاني. لعب مع نادي مارليبون للكريكت ‏.